# VZ-3 (航空機)
ライアン VZ-3 バーティプレーン
- 用途：VTOL機の研究
- 分類：実験機
- 製造者：ライアン・エアロノーティカル（英語版）
- 運用者：アメリカ陸軍
- 初飛行：1959年
- 生産数：1機
- 運用開始：1957年
- 運用状況：退役

ライアン VZ-3 バーティプレーン (Ryan VZ-3 Vertiplane) はアメリカ合衆国で試験された垂直離着陸実験機である。アメリカ航空宇宙局やアメリカ海軍と協力し、アメリカ陸軍が発注した機体である。製造はライアン・エアロノーティカル。1機が製造された。

## 概要
大面積のフラップを用いた推力偏向方式による垂直または超短距離離着陸に関する研究を行う機体であり、1956年6月より設計が開始された。機体は1957年に完成している。
エンジンは胴体内にターボシャフトエンジン1基を有し、左右各主翼1基ずつのプロペラに動力伝達される。プロペラは、直径2.79mで3翅の大型のものであり、回転軸は主翼下に位置し、通常の航空機と同様に回転面は機体前方を向いている。ホバー飛行時に胴体尾部より排出されるエンジン排気を操作し、飛行制御を行う。主翼は高翼配置であり、比較的幅は短い。プロペラ後流を下方に変更させるために、主翼後縁全域に渡り、深い角度まで動作する二重隙間フラップを有する。フラップは大型であり、プロペラ後流のほとんどを受け止める配置にある。また、主翼端には下向きに、フラップのガイドでもある垂直整流板が設けられている。この大型フラップは水平飛行時には収納される。このほか、着陸脚は固定式であり、T字尾翼を有していた。
1958年から曳航飛行試験を開始し、1959年に自力離陸に成功した。陸軍では21回の試験飛行後に事故を起した。その後、アメリカ航空宇宙局によりコックピットが開放式に改装されて試験が行われた。試験ではSTOL性は確認されたが、垂直離着陸には成功していない。退役後、機体はアラバマ州のアメリカ陸軍航空博物館に展示されている。

## 要目
- 全長：8.43m
- 全幅：7.14m
- 全高：3.25m
- エンジン：ライカミングT53-L-1 ターボシャフトエンジン1基（1,000軸馬力）
- 乗員：1名